# Lunar Linux
Lunar Linux – dystrybucja Linuksa, która nie opiera się na żadnej innej dystrybucji, w całości jest kompilowana ze źródeł i nie wykorzystuje gotowych pakietów binarnych.
Lunar Linux oraz Sourcemage wywodzą się z dystrybucji Sorcerer, a inne dystrybucje Linuksa opierające się na kompilacjach ze źródeł to między innymi:
- CRUX
- Gentoo Linux
- GoboLinux